# Lily Kennett
Pour les articles homonymes, voir Kennett.
Lily Kennett est un personnage fictif, héroïne d'un-e creepypasta intitulée Will You Be My Doll.
Elle est le fantôme d'une petite fille décédée tragiquement qui se sert de son apparence frêle et inoffensive pour attirer des personnes dans la forêt comme offrande pour le Slender Man.

## Histoire
Lily Kennett était une petite fille de 8 ans née le 31 juillet en Californie qui vivait dans un orphelinat. Elle était optimiste, curieuse et n'avait aucun mal à se faire des amis.
Lors d'une nuit d'orage, elle prit peur et se sauva de l'orphelinat qui prit feu immédiatement après sa sortie. Prise de panique, elle courue aussi longtemps qu'elle put en pensant que ses amis ne s'en sortiraient pas. Elle tomba dans un ravin profond et fut mortellement blessée.
Elle fut recueillie par le Slender Man qui recousu ses blessures. À son réveil, elle se rendit compte qu'elle était morte et se voua immédiatement à servir celui qui l'avait ranimée.
Depuis lors, elle se balade une poupée à la main près de la forêt à la recherche de victimes pour le Slender Man.

## Apparence
Lily Kennett est une petite fille à la peau pâle avec des points de suture partout sur le corps et beaucoup de bleues. Elle a des cheveux roux bouclés courts avec un serre-tête bleu ainsi que de grands yeux bleu clair.
Elle porte une chemise blanche à manches courtes et une robe à bretelles en jean avec des bouts de tissus de couleurs différentes cousus dessus. Elle a aussi des chaussettes hautes blanches tachées et des petites ballerines bleues claires.
Elle a des blessures à l'œil gauche, la gorge, l'avant bras, au poignet, à l'épaule, à la cheville, à la jambe et au torse.
Sa poupée se nomme Milla et lui ressemble étrangement.  

## Capacités
C'est une sorte de poupée vaudou, car elle partage son cœur avec sa poupée et ne ressent donc pas la douleur ni les coups qu'on lui inflige.
Sa poupée est vivante et l'aide à attraper ses victimes quand celles-ci tentent de s'enfuir.

## Sources
- http://naughtykittydv-1992.deviantart.com/art/Creepypasta-OC-Lily-Reference-Sheet-619693332
- https://www.wattpad.com/story/27254349-the-story-of-lily-an-original-creepypasta
- http://naughtykittydv-1992.deviantart.com/art/Quick-Doodle-Lily-Will-you-be-my-doll-475260609